# Conrado Heck
Conrado Heck (Rio de Janeiro, 1873 — Rio de Janeiro, 5 de julho de 1931) foi um vice-almirante brasileiro.
Foi ministro da Marinha do Brasil, de 17 de dezembro de 1930 a 9 de junho de 1931.
É pai do ministro Sílvio Heck.